# 펠릭스 케사다
펠릭스 케사다 마스(스페인어: Félix Quesada Más; 1902년 7월 1일, 마드리드 주 마드리드 ~ 1959년 7월 9일)는 스페인의 전 축구 수비수로 현역 시절 전부를 스페인 라 리가의 레알 마드리드에서 보냈다.
최고의 유소년부 출신 선수이자 마드리드 축구단의 선수로 손꼽히는 그는 1926년에 스페인 언론인 연맹으로부터 최우수 선수로서 골든 볼을 받았는데, 이는 현재 프랑스 풋볼의 발롱도르와 비슷하지만, 계속 수상되지 않았기 때문에 연결점이 없다.

## 클럽 경력
그는 에스파뇰 마드리드에서 축구를 시작했다. 이후, 그는 기량을 펼치기 시작하면서, 레알 마드리드의 유소년부로 이적했다. 1922년, 그는 불과 20세도 되지 않아 1군 신고식을 치렀고, 이후 케사다는 작은 몸집에도 불구하고 마드리드 수비의 주춧돌이 되었다. 그는 훌륭한 위치 선정 능력과 주력으로 단점을 메꾸었고, 제치기 어려운 수비수로 정평이 났고, 1928년부터 1935년까지는 마드리드 선수단의 주장이 되었다.
그는 공을 강하게 차는 것으로도 알려졌는데, 페널티 킥 전문가로도 명성을 날렸는데, 그는 현역 프로 선수로 활약하면서 총 32번의 페널티 킥 주자로 나서서 대부분을 성공시켰다. 스페인 내전으로 스포츠 활동이 중단되면서, 그는 15년 동안 동행해 오던 마드리드와의 연을 끊고 경력도 끝났다. 그는 리카르도 사모라, 시리아코 에라스티, 그리고 하신토 킹코세스와 더불어 마드리드가 1932년과 1933년에 처음으로 두 번의 리그 우승을 할 당시 주역이었다.

## 국가대표팀 경력
케사다는 스페인 국가대표팀 경기에 9번 출전했는데, 첫 국가대표팀 경기는 1924년 12월 21일, 바르셀로나에서 열린 오스트리아와의 경기였다. 그는 1-1로 비긴 1928년 4월 22일에 이탈리아를 상대로 골을 기록하기도 했는데, 이는 그가 국가대표팀 유니폼을 입고 기록한 처음이자 마지막 골이었다.
1929년 5월 15일, 잉글랜드와의 경기에서,스페인은 영연방 외의 국가에게 패한 적 없는 국가대표팀을 상대로 승리했다. 이 경기에서, 축구 종가는 "축구 역사상 가장 매력적인 순간"을 연출해냈다. 메트로폴리타노 경기장에서 열린 이 경기에서 스페인은 4-3으로 이기고, 잉글랜드에게 영연방 국가 외로부터의 첫 국가대표팀 패배를 안겼다. 당시 기록을 확인해보면 펠릭스 케사다가 최우수 선수였던 것으로 나온다. 그에도 불구하고, 그는 스페인 국가대표팀에 더 이상 활약하지 못했다.
1951년, 그는 스페인 국가대표팀 감독을 역임했다.

## 경력 통계
| 레알 마드리드 | 1922-23   | 1부       | 출범 이전 | 출범 이전 | 1  | -  | 6   | 3  | 7   | 3  | 0.43 |
| 레알 마드리드 | 1923-24   | 1부       | 출범 이전 | 출범 이전 | 6  | 1  | 7   | 3  | 13  | 4  | 0.31 |
| 레알 마드리드 | 1924-25   | 1부       | 출범 이전 | 출범 이전 | -  | -  | 8   | 2  | 8   | 2  | 0.25 |
| 레알 마드리드 | 1925-26   | 1부       | 출범 이전 | 출범 이전 | 6  | -  | 8   | 2  | 14  | 2  | 0.14 |
| 레알 마드리드 | 1926-27   | 1부       | 출범 이전 | 출범 이전 | 7  | 3  | 13  | 3  | 20  | 6  | 0.30 |
| 레알 마드리드 | 1927-28   | 1부       | 출범 이전 | 출범 이전 | 12 | 3  | 12  | 3  | 24  | 6  | 0.25 |
| 레알 마드리드 | 1928-29   | 1부       | 18        | 1         | 9  | 2  | 6   | -  | 33  | 3  | 0.09 |
| 레알 마드리드 | 1929-30   | 1부       | 18        | 1         | 10 | 1  | 8   | -  | 36  | 2  | 0.06 |
| 레알 마드리드 | 1930-31   | 1부       | 16        | -         | 6  | -  | 7   | 2  | 29  | 2  | 0.07 |
| 마드리드 | 1931-32   | 1부       | 4         | -         | -  | -  | 5   | -  | 9   | 0  | 0    |
| 마드리드 | 1932-33   | 1부       | 2         | -         | 1  | -  | 1   | -  | 4   | 0  | 0    |
| 마드리드 | 1933-34   | 1부       | 16        | -         | -  | -  | 9   | -  | 25  | 0  | 0    |
| 마드리드 | 1934-35   | 1부       | 13        | -         | -  | -  | 8   | 2  | 21  | 2  | 0.09 |
| 마드리드 | 1935-36   | 1부       | -         | -         | -  | -  | 2   | -  | 2   | 0  | 0    |
| 합계 | 합계      | 합계      | 87        | 2         | 58 | 10 | 100 | 20 | 245 | 32 | 0,13 |
| 경력 합계 | 경력 합계 | 경력 합계 | 87        | 2         | 58 | 10 | 100 | 20 | 245 | 32 | 0,13 |
| (1) 라 리가 출범 이전 (1922년부터 1928년까지). 당시 소속 구단은 중부 선수권 대회의 1부 리그에 속해 있었다 (2) 코파 데 에스파냐 (1922-1936) 출전 기록 포함 (3) 중부 선수권 대회 / 중부 코파 선수권 대회 (1922-36) 출장 기록도 포함. |           |           |           |           |    |    |     |    |     |    |      |

출처: BD푸트볼 - Recopilación hemeroteca Diario ABC - ElAguanís - EuFootball.

## 수상

### 클럽
레알 마드리드
- 라 리가: 1931-32, 1932-33
- 코파 데 에스파냐: 1934, 1936

### 개인
- 스페인 언론인 연맹의 발론 데 오로: 1926.[2][7]

## 참고
1. ↑   스페인은 1920년 하계 올림픽에서 준우승을 했고, 당시 역대 최강 5위에 이름을 올렸는데, 이는 1928년 암스테르담에서 열린 하계 올림픽의 결과가 반영된 것이었다.